# محكمة ماساتشوستس العامة
محكمة ماساتشوستس العامة (بالإنجليزية: Massachusetts General Court)‏ هي الهيئة التشريعية لماساتشوستس، التي تعقد داخل مقر الولاية في ماساتشوستس، تتكون من المجلس الأعلى مجلس شيوخ ماساتشوستس
، والمجلس الأدنى مجلس نواب ماساتشوستس الذي يضم 160 مقعداً.